# Linia bazowa
Linia bazowa (ang. baseline) – w typografii linia, na której spoczywają wszystkie litery, nazywana też linią główną czy podstawową. 
Na ilustracji po prawej tylko litera „p” posiada wydłużenie dolne, reszta jest osadzona na linii bazowej (wyróżniona na czerwono).
Większość krojów pisma posiada następujące cechy związane z linią bazową:
- wielkie litery są umieszczone na linii bazowej, najczęstszymi wyjątkami od tej reguły są litery „J” (posiadające czasem wydłużenie dolne) i „Q” (którego wstęga przekracza linię);
- niektóre cyfry nautyczne mają wydłużenia dolne (3, 4, 5, 7, 9);
- niektóre małe litery posiadają wydłużenia dolne (g, j, p, q, y);
- znaki z zaokrąglonymi górnymi i dolnymi częściami (0, 3, 6, 8, c, C, G, J, o, O, Q) delikatnie przekraczają linię bazową (dotyczy to również linii wersalików (ang. cap height) w przypadku majuskuły i wysokości x (ang. x-height) w przypadku minuskuły) w celu optycznego wyrównania ich wielkości w stosunku do liter kwadratowych (M, H, X, itp.)[2].

Pionowa odległość pomiędzy sąsiednimi wersami, tzn. odległość pomiędzy liniami bazowymi, określana jest jako leading.